# Eritrea en los Juegos Olímpicos de Milán-Cortina d'Ampezzo 2026
Eritrea participará en los Juegos Olímpicos de Milán-Cortina d'Ampezzo 2026. El responsable del equipo olímpico es el Comité Olímpico Nacional Eritreo, así como las federaciones deportivas nacionales de cada deporte con participación.